# Zambézie du Sud
Pour les articles homonymes, voir Zambézie.
1890–1923
Entités suivantes :
- Rhodésie du Sud

Zambézie du Sud est le nom officieux donné à la fin du XIXe siècle au territoire, administré par la BSAC, correspondant à la Rhodésie du Sud, baptisée ainsi en 1895 en l'honneur de Cecil Rhodes.
Elle est séparée de la Zambézie du Nord, future Rhodésie du Nord, par le fleuve Zambèze. 